# Petroica phoenicea
La petroica flamígera (Petroica phoenicea) es una especie de ave paseriforme de la familia Petroicidae nativa de Australia. Es residente medianamente común de las partes más frescas del sudeste de Australia, incluyendo Tasmania.

## Taxonomía

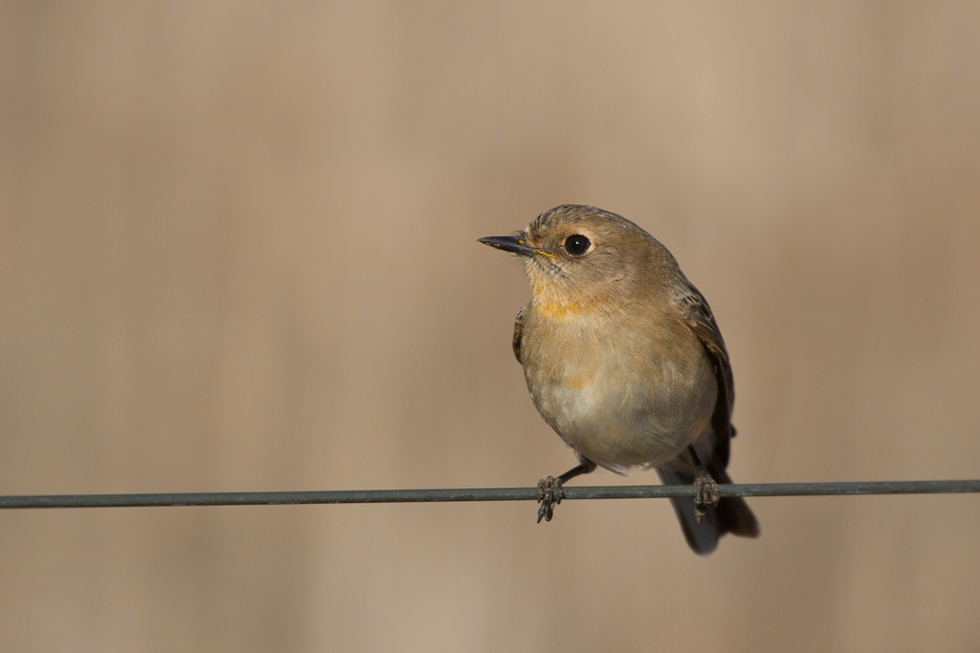
Petroica flamígera

Fue descrito originalmente por los naturalistas franceses Jean René Constant Quoy y Joseph Paul Gaimard en 1830 como Muscicapa chrysoptera. El epíteto específico, "chrysoptera", deriva de las palabras griegas chrysos «dorado», y pteron «pluma».
John Gould lo colocó en su género actual como Petroica phoenicea en su descripción de 1837, y es este último nombre binomial el que se ha utilizado desde entonces. Ante esto, el nombre de Quoy y de Gaimard fue declarado nomen oblitum. El nombre genérico se deriva de las palabras griegas petros «roca» y oikos «casa», por el hábito de las aves de anidar en las rocas. El epíteto específico también se deriva del griego antiguo, del adjetivo phoinikes "rojo".

## Descripción
Al igual que muchos petirrojos de colores brillantes de la familia Petroicidae, presenta un marcado dimorfismo sexual. Mide entre 12 y 14 cm de longitud, tiene ojos de color marrón oscuro y un pequeño pico delgado de color negro. El macho tiene el pecho y la garganta de color rojo anaranjado brillante y una mancha blanca en la frente, por encima del pico. Las partes superiores son de gris acerado con rayas blancas y la cola negra con puntas blancas. La hembra es de color gris marrón anodino. Su canto ha sido descrito como el más musical de su género.